# Mimi Kopperud Slevigen
Mimi Johanne Kopperud Slevigen, née le 1er février 1977, est une ancienne handballeuse internationale norvégienne.
Durant sa carrière, elle a notamment porté les couleurs du Larvik HK.
Avec l'équipe nationale de Norvège, elle atteint la finale du championnat du monde 2001 et du championnat d'Europe 2002.

## Palmarès

### Club
compétitions nationales
- champion de Norvège (3) en 2001, 2002 et 2003
- vainqueur de la coupe de Norvège (2) en  2003 et 2004

### Sélection nationale
championnats du monde 
- finaliste du championnat du monde 2001

championnats d'Europe  
- finaliste du championnat d'Europe 2002
- 6e place du championnat d'Europe 2000